# Philip Kim
Philip Kim, anche noto come Phil Wizard (Toronto, 25 gennaio 1997), è un ballerino canadese di break dance, campione olimpico 2024 e campione mondiale 2022.

## Biografia

### Formazione
Nato a Toronto da genitori coreani, ha frequentato la Magee Secondary School a Vancouver, in cui ha dichiarato di essersi assentato spesso alle lezioni per provare nuove mosse di break nei bagni o nei corridoi. Ha poi frequentato brevemente l'università prima di ritirarsi per dedicarsi a tempo pieno alla break.

### Carriera
Kim si è avvicinato alla break nel 2009, dopo aver visto la crew dei Now or Never (N.O.N.) esibirsi a Vancouver. Il suo nome d'arte di Phil Wizard deriva dalla crew in cui inizialmente si esibiva (i Wizard). 
Nel 2022 ha vinto i campionati mondiali di break dance organizzati dalla WDSF a Seoul, battendo oltre 250 concorrenti. Nel 2023 vince i XIX Giochi panamericani di Santiago del Cile e si classifica secondo ai mondiali WDSF di Lovanio. Nel 2024 vince l'oro ai giochi olimpici di Parigi 2024 divenendo il primo e unico campione olimpico di questa disciplina.

## Palmarès
- Giochi olimpici

Parigi 2024: oro nella break dance.
- Campionati mondiali di break dance WDSF

Seoul 2022: oro.
Lovanio 2023: argento.
- Giochi panamericani

Santiago 2023: oro nella break dance.
- Campionati panamericani di break dance

Santiago 2023: oro.